# Nutter Fort
Nutter Fort is een plaats (town) in de Amerikaanse staat West Virginia, en valt bestuurlijk gezien onder Harrison County.

## Demografie
Bij de volkstelling in 2000 werd het aantal inwoners vastgesteld op 1686.
In 2006 is het aantal inwoners door het United States Census Bureau geschat op 1645, een daling van 41 (-2,4%).

## Geografie
Volgens het United States Census Bureau beslaat de plaats een oppervlakte van
2,3 km², geheel bestaande uit land.

## Plaatsen in de nabije omgeving
De onderstaande figuur toont nabijgelegen plaatsen in een straal van 8 km rond Nutter Fort.